# Genius (2016)
Genius is een Brits-Amerikaanse biografische film uit 2016 onder regie van Michael Grandage, gebaseerd op de biografie Max Perkins: Editor of Genius van A. Scott Berg. De film ging op 16 februari in première op het Internationaal filmfestival van Berlijn.

## Verhaal
New York in de jaren 1920. Max Perkins is een gerespecteerd en bekend literair uitgever, die beroemde romanschrijvers zoals F. Scott Fitzgerald en Ernest Hemingway ontdekte. Op een dag krijgt hij een chaotisch 1000 bladzijden lang manuscript van een onbekende schrijver Thomas Wolfe. Perkins is ervan overtuigd een literair genie ontdekt te hebben. De twee mannen die elkaars tegenpolen zijn, zetten zich samen aan het werk om een geschikte versie voor publicatie te maken. Het boek Look Homeward, Angel wordt een groot succes maar Wolfe wordt steeds meer paranoïde.

## Rolverdeling
| Acteur        | Personage           |
| ------------- | ------------------- |
| Colin Firth   | Maxwell Perkins     |
| Jude Law      | Thomas Wolfe        |
| Nicole Kidman | Aline Bernstein     |
| Laura Linney  | Louise Perkins      |
| Guy Pearce    | F. Scott Fitzgerald |
| Dominic West  | Ernest Hemingway    |

## Productie
De filmopnames gingen van start op 19 oktober 2014 in Manchester en eindigden op 12 december 2014.